# Sheakleyville
Sheakleyville es un borough situado en el condado de Mercer, Pensilvania, Estados Unidos. Tiene una población estimada, a mediados de 2022, de 148 habitantes.

## Geografía
La localidad está ubicada en las coordenadas 41°26′38″N 80°12′24″O / 41.44389, -80.20667 (41.443826, -80.206704).

## Demografía
Según la estimación 2018-2022 de la Oficina del Censo, los ingresos medios de los hogares de la localidad son de $60,000 y los ingresos medios de las familias son de $64,500. Alrededor del 14.0% de la población está por debajo de la línea de pobreza.